# Zelene Beretke

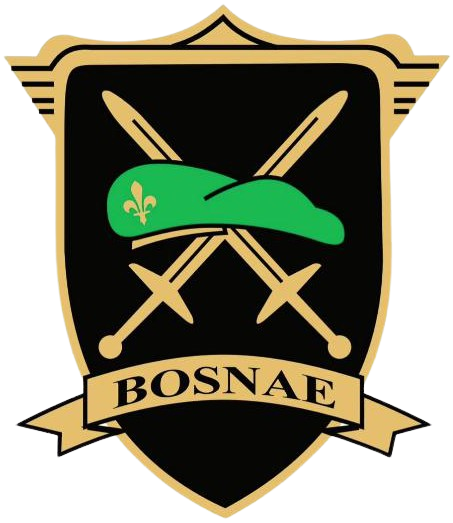

Zelene Beretke (Grüne Barette) war eine paramilitärische Organisation der nationalistischen bosniakischen Partei Stranka Demokratske Akcije, die auf Initiative von Alija Izetbegović am 10. Juni 1991 in Sarajevo gegründet wurde. Die Truppen der Zelene Beretke waren meist im Norden und den zentralen Gebieten von Bosnien und Herzegowina aktiv, wobei sie zahlreiche Kriegsverbrechen verübt haben sollen. In der zweiten Hälfte des Jahres 1992 wurden sie in die neu gegründete Armija Republike Bosne i Hercegovine integriert.

## Angriff auf die Kolonne der Jugoslawischen Volksarmee in Tuzla

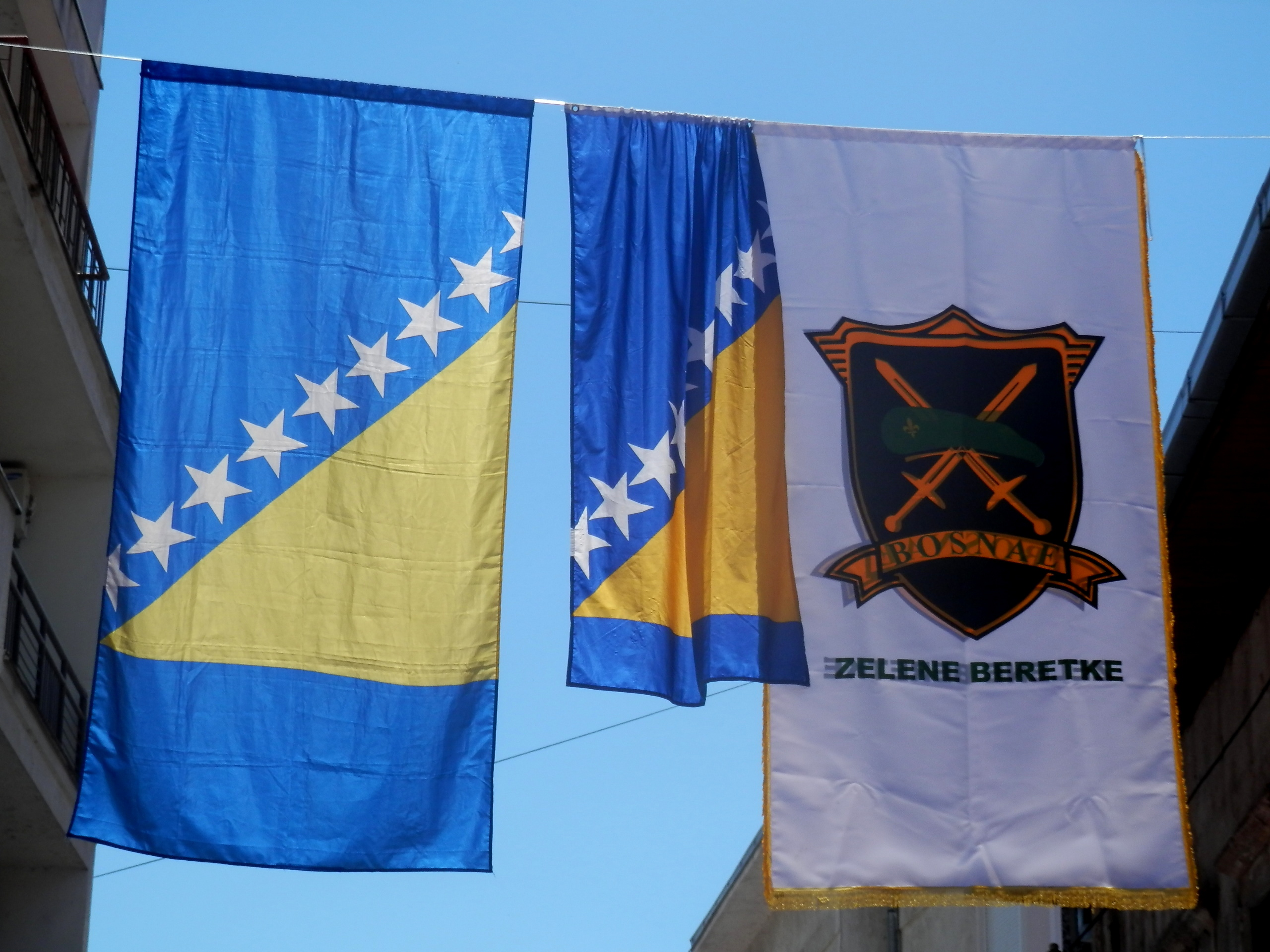
Flagge mit dem Abzeichen der Zelene Beretke (rechts) neben Flaggen von Bosnien und Herzegowina in Mostar (2014).

Am 15. Mai 1992 wurde ein Konvoi der Jugoslawischen Volksarmee (JNA), der eine Kaserne Tuzla verließ, von mehreren tausend Mitgliedern der Zelene Beretke angegriffen. Die  Scharfschützen der Freischärler sollen dabei zuerst die Fahrer der Wagen ermordet haben, um die Kolonne zum Stillstand zu zwingen. Die dann aus den LKWs Flüchtenden seien der Reihe nach ermordet worden. Während des Angriffs gab es auf Seiten der JNA zahlreiche Tote und Verwundete. Nach späteren Angaben handelte es sich um rund 80 Todesopfer und rund 130 Verletzte auf Seiten der JNA-Angehörigen, davon größtenteils unbewaffnete Wehrpflichtige. Weitere JNA-Angehörige gerieten in Gefangenschaft, dort wurden einige gefoltert und getötet. Bei den meisten Opfern handelte es sich um unerfahrene Rekruten im Alter zwischen 16 und 25 Jahren, die ihren Wehrdienst in der Stadt ableisteten, sowie einige Reservisten. Dieser Vorfall, der als Kriegsverbrechen eingestuft wird, ging als Angriff auf die Kolonne der Jugoslawischen Volksarmee in Tuzla ein.